# Michail Dronov
Michail Viktorovitsj Dronov (Moskou, 1956) is een Russisch beeldhouwer.
Dronov groeit op in een gezin, waarbij de beide ouders ook beeldhouwer zijn. In 1980 studeert hij af aan de Soerikov Academie in Moskou, en ontvangt in de jaren tachtig voor zijn werk enkele prijzen en medailles. Onder andere in 1988 ontvangt hij de eerste prijs van de Internationale 'Quadrennial Sculpture Riga'. Samen met Alexander Taratynov maakte hij in 2005 in Nederland de beeldengroep de Nachtwacht 3D

## Selectie van werken
- Nachtwacht 3D

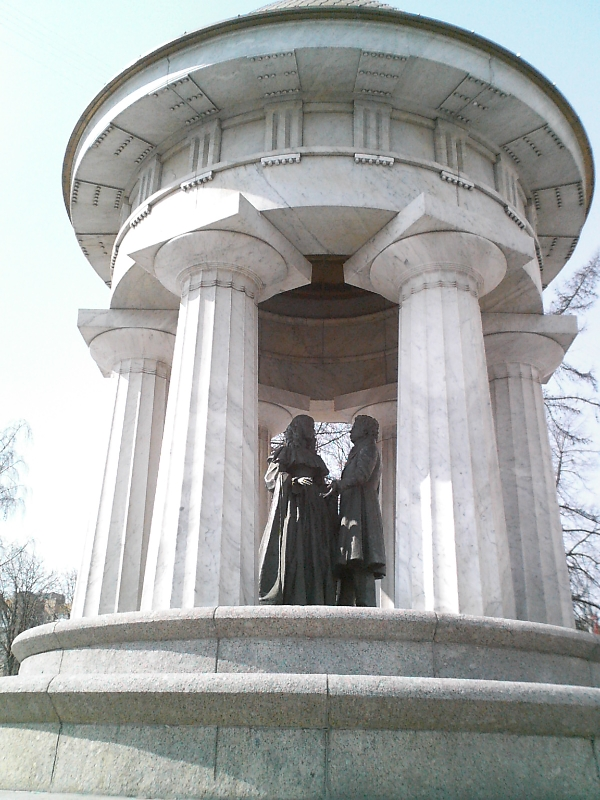
Fontein "Aleksandr Poesjkin en Natalja Gontsjarova"

- Moskou, Bij de Nikitski-poort, de beelden in de fonteinrotonde "Aleksandr Poesjkin en Natalja Gontsjarova"
- Moskou, Reconstructie van ornamenten aan de kathedraal van Christus Verlosser[3]

- Gemeinsame Normdatei: 137137249
- International Standard Name Identifier: 0000 0001 0249 0013
- Library of Congress Control Number: no2010113971
- Nederlandse Thesaurus van Auteursnamen: 352201800
- RKD-Nederlands Instituut voor Kunstgeschiedenis: 288468
- Virtual International Authority File: 152852619
- WorldCat: E39PBJbCVqdYBktvjqkP4CYF8C